# آن هنتر
آن هنتر (بالإنجليزية: Anne Hunter)‏ (13 مارس 1742، وترفورد في جمهورية أيرلندا - 7 يناير 1821، لندن في المملكة المتحدة)؛ كاتِبة وشاعرة بريطانية.

## روابط خارجية
- آن هنتر على موقع ميوزك برينز (الإنجليزية)